# Kamionki (powiat nidzicki)
Kamionki – wieś w Polsce położona w województwie warmińsko-mazurskim, w powiecie nidzickim, w gminie Kozłowo.
W latach 1975–1998 miejscowość należała administracyjnie do województwa olsztyńskiego.
Zobacz też: Kamionki, Kamionki Duże, Kamionki Małe